# Rotinesen

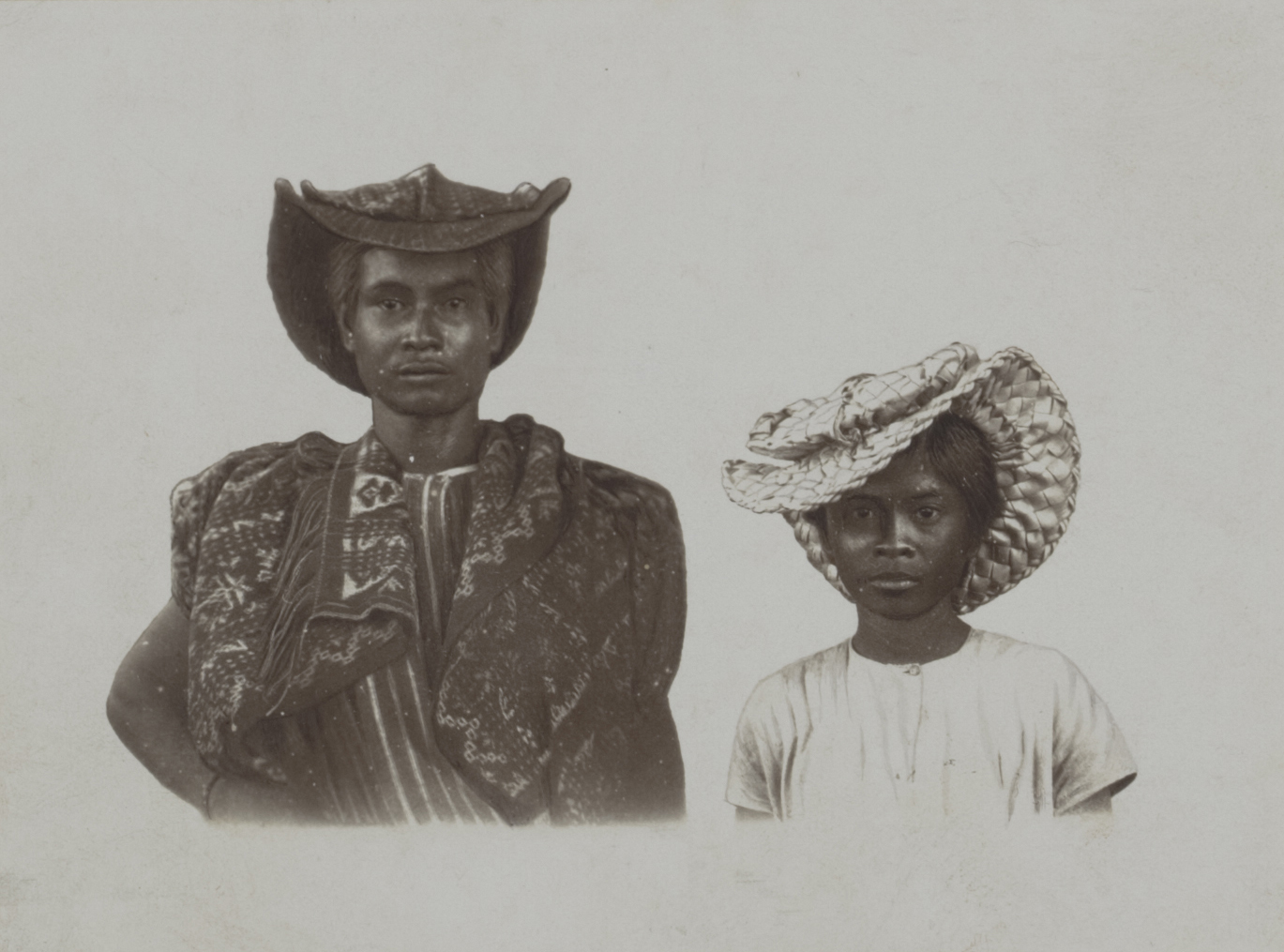
Zwei Rotinesen mit typischer Kopfbedeckung (um 1900)

Die Rotinesen (indonesisch Suku Rote) sind eine der einheimischen Ethnien der indonesischen Insel Roti. Daneben sind sie auch im Westen Timors und auf anderen benachbarten Inseln zu finden, wie Ndao, Nuse, Doo, Helihana, Landu, Manduk, Semau und anderen kleineren Inseln. Es gibt etwa 100.000 Rotinesen.

## Geschichte

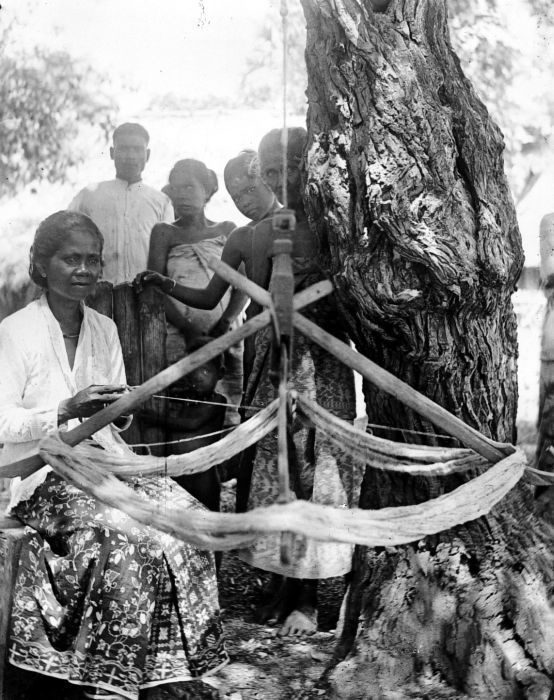
Eine rotinesische Frau beim Garn spinnen (Anfang 20. Jhdt.)

Teilweise wird geglaubt, dass die Rotinesen ursprünglich von der Molukkeninsel Seram in ihr heutiges Siedlungsgebiet einwanderten. Auf Roti trafen sie während der Zeit des Reiches von Majapahit (13. bis 16. Jahrhundert) ein. Aus dieser Zeit gibt es Berichte von rotinesischen Herrschern. Zunächst sollen sie sich im Westen Timors angesiedelt haben, wo sie Brandrodung zum Anlegen von Feldern betrieben und Bewässerungssysteme anlegten. 1681 eroberten die Niederländer die Insel Roti, von wo in Folge Sklaven nach Timor gebracht wurden. Außerdem rekrutierten die Niederländer auf Roti Soldaten für ihre Armee und bauten Schulen, nachdem der dortige Herrscher 1729 zum Christentum konvertiert war. Aus den Rotinesen wurde eine gut ausgebildete Elite. Um sich diese als Gegengewicht zu den Timoresen nutzbar zu machen, förderten die Niederländer im 19. Jahrhundert deren Einwanderung nach Westtimor, so dass sie und ihre Sprache noch heute hier präsent sind.

## Sprache
Die Sprache der Rotinesen, das Rotinesisch, gehört zu den Austronesischen Sprachen. Es zählt zu den malayo-polynesischen Fabronischen Sprachen. Somit ist es ein nächster Verwandter der anderen Sprachen in Westtimor, wie Uab Meto oder Helong. Rotinesisch teilt sich in zahlreiche Dialekte auf.

## Gesellschaft

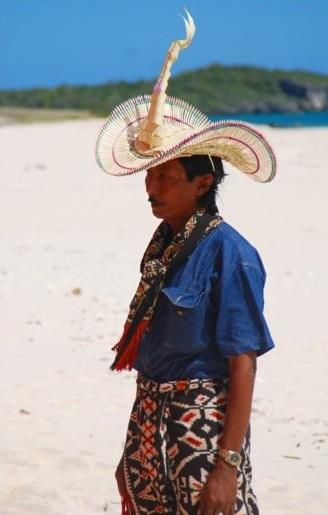
Der Raja von West-Roti auf Pamana

Kernfamilien und Großfamilien haben traditionell einen patriarchalen Charakter. Großfamilien bilden kleine Clans, die Nggi Leo genannt werden und von einem Manesio geführt werden. Diese vereinen sich wiederum in einem „Reich“, das man als Leo bezeichnet. Der Herrscher heißt Manek oder Mane Leo. Allein Roti teilt sich in 18 einzelne teilautonome Herrschaftsgebiete, jeweils unter der Führung eines Manek. Zwölf von den „Reichen“ werden bereits 1662 von den Niederländern erwähnt. Einen übergeordneten traditionellen Herrscher der Insel gibt es nicht. Die Rotinesen berufen sich nicht auf einen gemeinsamen Vorfahren und jedes „Reich“ verfügt über sein eigenes traditionelles Recht, einem eigenen Dialekt und eigene Kleidungsstile. Die Hauptaufgabe des Maneks ist die eines Richters in lokalen Streitfällen. Noch heute ist viel von der politischen Struktur erhalten. Die Maneks sind von der indonesischen Regierung als Beamte in die Administration integriert. Neben ihrer Schiedsrichterfunktion sammeln sie Steuern ein und geben nationale Richtlinien an die Bevölkerung weiter.
Die Gesellschaft der Rotinesen teilt sich in die Klasse der Adligen und des einfachen Volks, den Laus. Lau leitet sich ab vom Wortstamm, mit dem Krankheit, Hässlichkeit und Unglück verbunden wird. Innerhalb der Clans der Laus gibt es keine Hierarchie; jeder Clan hat aber seine eigenen rituellen Privilegien, zum Beispiel die Durchführung einer niederen Erntedankzeremonie oder den ersten Schuss in einer Schlacht. Bei den Adligen wird nochmals zwischen dem Clan des Manek und dem Clan des Fetor, dem ausführenden Fürsten. Der Name leitet sich vom Wort Feto für „Frau“ ab, Manek kommt vom Wort Mane für „Mann“. Das Konzept der Machtaufteilung nach symbolischen Geschlechtern findet sich auch bei den Ethnioen auf Timor.
Die Eheschließung außerhalb des eigenen Clans (Exogamie) ist üblich. Die Frau lebt gewöhnlich bei der Familie des Mannes (patrilokal).

## Religion
Im traditionellen Glauben wurde ein Schöpfer, Steuerer und Segensbringer namens Lamatuan oder Lamatuak verehrt. Er wurde mit einem in drei Teile verzweigten Pfahl symbolisiert. Heutzutage sind die meisten Rotinesen allerdings protestantische oder katholische Christen oder folgen dem Islam.

## Gegenstände

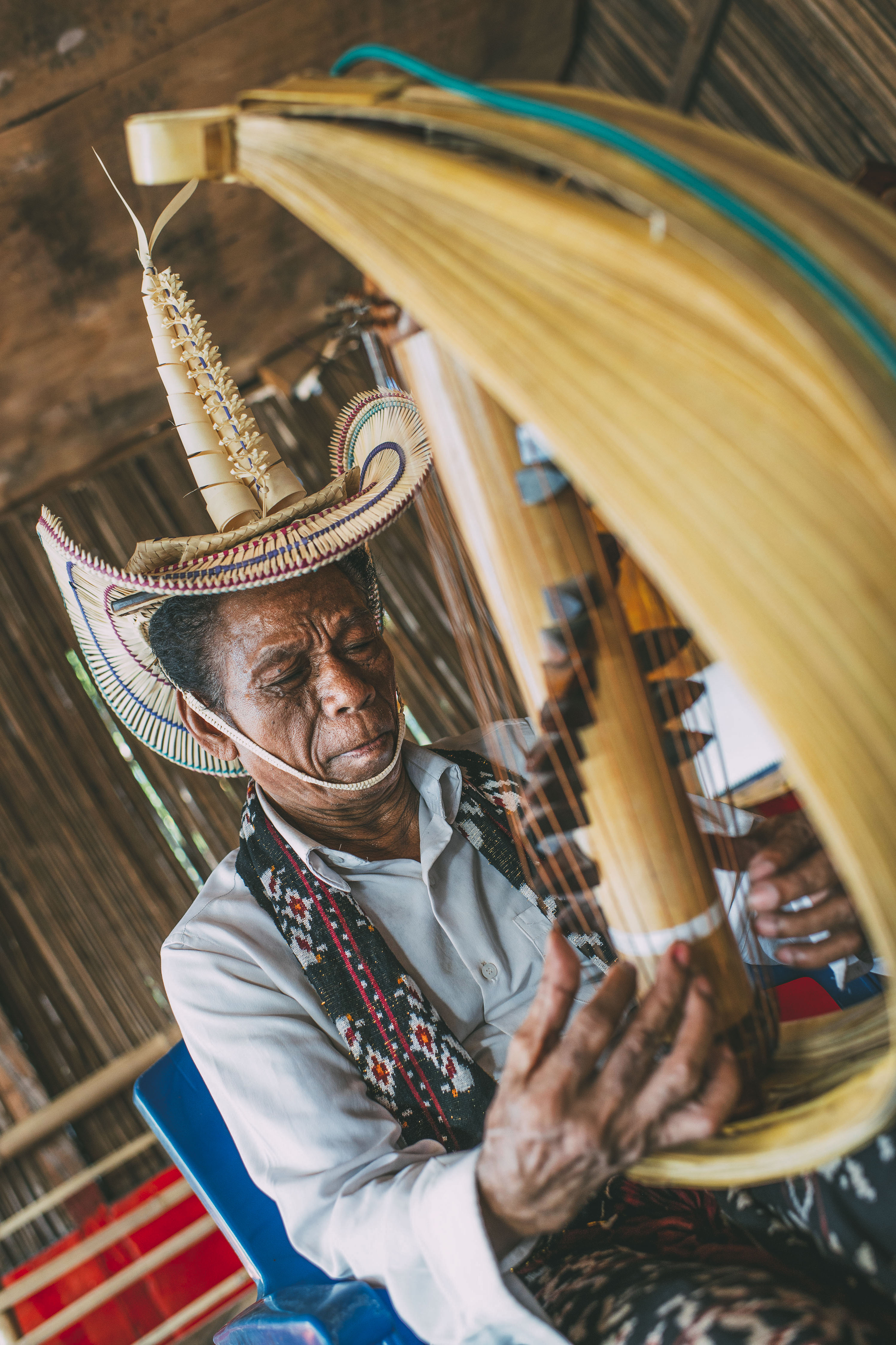
Ein Rotinese mit einer Sasando

Die traditionelle rotinesische Kleidung wird Kain genannt, ein 2,5-Meter-langes Tuch, das um die Hüfte herum gewickelt wird und bis zu den Knien oder Knöcheln reicht. Dazu kommen Jacken und Hemden und ein markanter Strohhut, der Tii Langga.
Traditionelles Musikinstrument ist die Sasando, eine Zither aus Bambus.

## Wirtschaft
Zum traditionellen Broterwerb der Rotinesen zählen Ackerbau, Viehzucht, Fischerei, die Gewinnung von Palmsaft und die Verarbeitung von Palmholz. Durch künstliche Wasserläufe werden Reisfelder bewässert und Rückhaltebecken angelegt. Neben Reis werden vor allem Mais, Maniok und Hirse angebaut. Daneben erntet man Pfeffer, Erdnüsse, Gemüse und Kaffee. Als Nutztiere dienen Wasserbüffel, Rinder, Pferde und Geflügel. Rotinesische Frauen betreiben traditionell Webarbeiten und flechten Pandanblätter. Außerdem wird getöpfert. Auch etwas Handel wird betrieben.